# Ziyad Larkeche
Ziyad Larkeche (Parigi, 19 settembre 2002) è un calciatore francese, difensore del Dundee in prestito dal QPR.

## Biografia
Nato in Francia, ha origini algerine.

## Caratteristiche tecniche
Di ruolo terzino sinistro, Larkeche è dotato di buona corsa e abile sia in fase offensiva che in quella difensiva.

## Carriera

### Club
Ha iniziato a giocare a calcio nel settore giovanile del Paris Saint-Germain per poi passare in quello del Fulham nel 2020. Il 12 settembre 2022 è stato ceduto in prestito al Barnsley, club della terza divisione inglese, con cui ha debuttato a livello professionistico otto giorni dopo nell'incontro di Football League Trophy vinto 2-1 contro il Newcastle Utd Under-21, dove ha trovato anche la sua prima rete.
Il 30 giugno 2023 ha firmato un contratto triennale con il QPR, dove ha trascorso una stagione nel campionato inglese di seconda divisione giocandovi 20 partite. Il 30 luglio 2024 è passato in prestito al Dundee, club militante nella prima divisione scozzese.

### Nazionale
Ha giocato con la nazionale francese Under-20.

## Statistiche

### Presenze e reti nei club
Statistiche aggiornate al 10 maggio 2025.
| Stagione        | Squadra         | Campionato      | Campionato | Campionato | Coppe nazionali | Coppe nazionali | Coppe nazionali | Coppe continentali | Coppe continentali | Coppe continentali | Altre coppe | Altre coppe | Altre coppe | Totale | Totale | Totale |
| Stagione        | Squadra         | Comp            | Pres       | Reti       | Comp            | Pres            | Reti            | Comp               | Pres               | Reti               | Comp        | Pres        | Reti        | Pres   | Reti   |        |
| --------------- | --------------- | --------------- | ---------- | ---------- | --------------- | --------------- | --------------- | ------------------ | ------------------ | ------------------ | ----------- | ----------- | ----------- | ------ | ------ | ------ |
| 2022-2023       | Barnsley        | FL1             | 18         | 0          | FACup+CdL       | 2+0             | 0               | -                  | -                  | -                  | FLT         | 3           | 1           | 23     | 1      |        |
| 2023-2024       | QPR             | FLC             | 20         | 0          | FACup+CdL       | 1+1             | 0               | -                  | -                  | -                  | -           | -           | -           | 22     | 0      |        |
| 2024-2025       | Dundee          | SP              | 25         | 3          | CS+CdL          | 2+2             | 0               | -                  | -                  | -                  | -           | -           | -           | 29     | 3      |        |
| Totale carriera | Totale carriera | Totale carriera | 63         | 3          |                 | 8               | 0               |                    | -                  | -                  |             | 3           | 1           | 74     | 4      |        |